# Frederica Montseny, la dona que parla
Frederica Montseny, la dona que parla és una pel·lícula de drama històric dirigida per Laura Mañá i estrenada l'any 2021. L'obra gira entorn a la trajectòria vital de Frederica Montseny, dirigent anarcosindicalista de la Confederació Nacional del Treball (CNT) i ministra de Sanitat i Assistència Social durant la Segona República Espanyola.

## Argument
L'any 1936, Frederica Montseny es va convertir en la primera dona que exercia un càrrec de ministra a l'Estat espanyol i a tot Europa quan va assumir la cartera del Ministeri de Sanitat i Assistència Social del Govern de la Segona República Espanyola. La decisió, presa a contracor perquè no era partidària de les formes de poder, es va veure condicionada pel gran impacte social de l'anarcosindicalisme, per la necessitat d'aturar l'ascens del feixisme en el context bèl·lic de la Guerra del 36 i, sobretot, per les potencialitats que oferia el càrrec a l'hora de contrarestar l'avenç de les tropes del bàndol franquista després del cop d'Estat.
No obstant, un cop va finalitzar la guerra, es va veure obligada a exiliar-se a l'Estat francès com a part del bàndol dels vençuts. En terra d'exili va ser detinguda per la Gestapo i sotmesa a un judici d'extradició que la duria a una mort segura si queia a mans de les autoritats franquistes. Si bé en el judici calia que es mostrés com una gran defensora de la Segona República Espanyola, es va negar a fer-ho i es va penedir de la decisió d'entrar al govern. Independentment de la seva postura davant del tribunal va aconseguir evitar l'extradició perquè estava embarassada de la seva tercera filla, Blanca.

## Repartiment
El repartiment d'intèrprets de la pel·lícula va ser:
| Intèrpret             | Personatge                |
| --------------------- | ------------------------- |
| Màrcia Cisteró        | Frederica Montseny        |
| Emilio Gutiérrez Caba | Francisco Largo Caballero |
| Miquel Gelabert       | Federico Urales           |
| Òscar Muñoz           | Germinal Esgleas          |
| Ivan Benet            | Joan García i Oliver      |
| Pep Ambròs            | Marianet                  |

Altres intèrprets de l'obra van ser:
| Intèrpret         | Personatge                 |
| ----------------- | -------------------------- |
| David Bagés       | Joan Peiró                 |
| Fran Nortes       | Juan López                 |
| Candela Moreno    | Mercedes Maestre           |
| Vicente Genovés   | Manuel Azaña               |
| Jaime Linares     | Juan Negrín                |
| Sergi Torrecilla  | Jesús Hernández            |
| Òscar Intente     | Lluís Companys             |
| Rolando Raimjanov | Marcel Rosenberg           |
| Òscar Bosch       | Vladímir Antónov-Ovséienko |
| Timothy Cordukes  | comissari Taupin           |
| Pau Vercher       | Anton Carlet               |
| Isabel Rocatti    | Soledad Gustavo            |
| Manu Valls        | José María Ruiz Robles     |

## Producció
La pel·lícula es va començar a enregistrar l'octubre de 2020 i es va allargar durant diverses setmanes, en les quals es va triar com a lloc de rodatge diversos indrets del País Valencià, com ara Sueca (la Ribera Baixa), Sant Isidre de Benaixeve i València (l'Horta), i més concretament, edificis de renom com el Palau de la Generalitat Valenciana i el Palau consistorial de València.
El cost de producció va oscil·lar els 1'2 milions d'euros i la direcció de l'obra va anar a càrrec de Laura Mañá. El llargmetratge va comptar amb els guions de Rafa Russo i Mireia Llinàs i va ser produïda per Distinto Films, en coproducció amb Televisió de Catalunya i Voramar Films. També va rebre la participació d'À Punt Mèdia, el suport del programa de la Unió Europea Creative Europe Media, i la col·laboració de l'Institut Valencià de Cultura i l'Institut de la Dona i per a la Igualtat d'Oportunitats d'Espanya.

## Estrena
El 8 de març de 2021, coincidint amb el Dia Internacional de les Dones, es va retransmetre simultàniament i en horari de màxima audiència, als canals À Punt del País Valencià, IB3 Televisió de les Illes Balears i TV3 de Catalunya. D'aquesta forma es va convertir en la segona obra produïda i emesa simultàniament per les tres corporacions de televisió pública en català, després que el 2 d'octubre de 2020 es va fer exitosament amb La mort de Guillem.

## Recepció

### Audiència
L'estrena de la coproducció al canal de televisió pública catalana TV3 va tenir 376.000 espectadors i una quota del 16,2%. Aquest resultat li va permetre liderar la franja horària i va acabar tenint una audiència acumulada de 913.000 espectadors. Així mateix, el canal de televisió pública valenciana À Punt va reunir a 135.000 espectadors i una quota d'audiència del 6,8%. En el cas insular, el canal de televisió pública balear IB3 Televisió va obtenir un resultat de 9.000 espectadors i una quota del 3,2%.

### Crítica
El crític Joan Burdeus, a la revista Núvol, va manifestar que tenia una «il·luminació diàfana, el pla contraplà amabilíssim, i una dicció teatral que faria plorar d'alegria a la meva professora de català». També va considerar que es tractava d'«un producte tan recontraclàssic, amb tan poques ínfules i d'una vocació pedagògica tan fàcil d'abraçar, que fins i tot em va semblar subversiva».

## Premis i nominacions
| Any  | Premi        | Categoria                         | Nominació                             | Resultat   | Ref.          |
| ---- | ------------ | --------------------------------- | ------------------------------------- | ---------- | ------------- |
| 2022 | Premis Gaudí | Millor pel·lícula per a televisió | Frederica Montseny, la dona que parla | Guanyadora | [ 12 ] [ 13 ] |